# Kaavi
Kaavi este un municipiu în Finlanda.

## Orașe înfrățite
- Mõniste, Estonia
- Regiunea Võru, Estonia[3]